# Иванцов, Василий Никитович
Василий Никитович Иванцов (1919—1990) — старший сержант Рабоче-крестьянской Красной Армии, участник Великой Отечественной войны, Герой Советского Союза (1945).

## Биография
Василий Иванцов родился 28 сентября 1919 года в селе Субботники (ныне — Сухиничский район Калужской области). Окончил семь классов школы, работал пастухом в колхозе, затем переехал в Москву, где устроился арматурщиком в «Павроводканалстрой». В 1939 году Иванцов был призван на службу в Рабоче-крестьянскую Красную Армию. С декабря 1941 года — на фронтах Великой Отечественной войны. Принимал участие в боях на Калининском, 3-м Украинском и 1-м Белорусском фронтах. В январе 1942 года был ранен. К лету 1944 года гвардии ефрейтор Василий Иванцов был стрелком 170-го гвардейского стрелкового полка 57-й гвардейской стрелковой дивизии. Отличился во время освобождения Польши.
Иванцов первым в своём подразделении переправился через Западный Буг и в бою на его западном берегу уничтожил 4 и взял в плен ещё 2 солдата противника, а затем своим огнём с высоты прикрыл переправу роты. Во время форсирования Вислы в районе Магнушева Иванцов переправлялся на головной машине-амфибии. Когда его машина была подбита и затонула, Иванцов вплавь добрался до западного берега и в бою уничтожил 7 солдат, 2 танка и 2 пулемёта противника.
Указом Президиума Верховного Совета СССР от 24 марта 1945 года гвардии ефрейтор Василий Иванцов был удостоен высокого звания Героя Советского Союза с вручением ордена Ленина и медали «Золотая Звезда» за номером 7264.
В 1945 году в звании старшего сержанта Иванцов был демобилизован. Проживал в городе Энгельсе Саратовской области, работал начальником участка «Саратовоблсельстроя». Скончался 29 декабря 1990 года, похоронен в Энгельсе.

## Награды и звания
- Герой Советского Союза. Указ Президиума Верховного Совета СССР от 24 марта 1945 года:
  - медаль «Золотая Звезда» № 7264,
  - орден Ленина.
- Орден Отечественной войны I степени. Указ Президиума Верховного Совета СССР от 11 марта 1985 года.
- Медаль «За отвагу». Приказ командира 170-го гвардейского стрелкового полка № 042/н от 22 июля 1944 года.
- Медали СССР[1].